# Чорнавчицька сільська рада
52°12′54″ пн. ш. 23°44′41″ сх. д. / 52.21500° пн. ш. 23.74472° сх. д.
Чорна́вчицька сільська́ ра́да (біл. Чарна́ўчыцкі сельсавет) — адміністративно-територіальна одиниця у складі Берестейського району, Берестейської області Білорусі. Адміністративний центр сільської ради — село Чорнавчиці.

## Розташування
Чорнавчицька сільська рада розташована на крайньому південному заході Білорусі, на заході Берестейської області, на північ від обласного та районного центру Берестя. На заході вона межує із Мотикальською сільською радою та Лищицькою сільською радою, на півночі — із Кам'янецьким районом, на сході — із Жабинківським районом, на півдні — із Чернинською сільською радою.
Найбільша річка, яка протікає територією сільради, із півдня на північ — Лісна (85 км), права притока Західного Бугу (басейн Вісли). Уздовж річки Західний Буг розташовано ряд невеличких озер старичного типу.

## Склад сільської ради
До складу Чорнавчицької сільської ради входить 19 населених пунктів, із них: 18 сіл та 1 селище.
| Населений пункт   | Тип    | Населення, осіб (2009) | Координати                                                            |
| ----------------- | ------ | ---------------------- | --------------------------------------------------------------------- |
| Чорнавчиці        | село   | 2453                   | 52°12′54″ пн. ш. 23°44′41″ сх. д. / 52.21500° пн. ш. 23.74472° сх. д. |
| Блювиничі         | село   | 86                     | 52°14′16″ пн. ш. 23°42′15″ сх. д. / 52.23778° пн. ш. 23.70417° сх. д. |
| Великі Сухаревичі | село   | 14                     | 52°14′19″ пн. ш. 23°39′42″ сх. д. / 52.23861° пн. ш. 23.66167° сх. д. |
| Вистичі           | село   | 697                    | 52°12′16″ пн. ш. 23°40′56″ сх. д. / 52.20444° пн. ш. 23.68222° сх. д. |
| Вулька            | село   | 20                     | 52°11′58″ пн. ш. 23°37′48″ сх. д. / 52.19944° пн. ш. 23.63000° сх. д. |
| Дружба            | село   | 125                    | 52°11′0″ пн. ш. 23°41′48″ сх. д. / 52.18333° пн. ш. 23.69667° сх. д.  |
| Зеленець          | село   | 23                     | 52°12′41″ пн. ш. 23°47′33″ сх. д. / 52.21139° пн. ш. 23.79250° сх. д. |
| Івахновичі        | село   | 140                    | 52°12′22″ пн. ш. 23°49′41″ сх. д. / 52.20611° пн. ш. 23.82806° сх. д. |
| Козловичі         | село   | 185                    | 52°13′2″ пн. ш. 23°40′25″ сх. д. / 52.21722° пн. ш. 23.67361° сх. д.  |
| Мала Курниця      | село   | 55                     | 52°11′46″ пн. ш. 23°43′50″ сх. д. / 52.19611° пн. ш. 23.73056° сх. д. |
| Несвіло           | село   | 50                     | 52°12′23″ пн. ш. 23°42′31″ сх. д. / 52.20639° пн. ш. 23.70861° сх. д. |
| Няневичі          | село   |                        | 52°13′36″ пн. ш. 23°50′12″ сх. д. / 52.22667° пн. ш. 23.83667° сх. д. |
| Омелінно          | село   | 190                    | 52°13′43″ пн. ш. 23°46′50″ сх. д. / 52.22861° пн. ш. 23.78056° сх. д. |
| Покри             | село   | 188                    | 52°15′15″ пн. ш. 23°40′4″ сх. д. / 52.25417° пн. ш. 23.66778° сх. д.  |
| Сколдичі          | село   | 7                      | 52°13′17″ пн. ш. 23°45′34″ сх. д. / 52.22139° пн. ш. 23.75944° сх. д. |
| Смуга             | село   | 82                     | 52°11′49″ пн. ш. 23°38′45″ сх. д. / 52.19694° пн. ш. 23.64583° сх. д. |
| Соснівка          | селище | 200                    | 52°13′27″ пн. ш. 23°48′42″ сх. д. / 52.22417° пн. ш. 23.81167° сх. д. |
| Холмичі           | село   | 48                     | 52°16′34″ пн. ш. 23°38′53″ сх. д. / 52.27611° пн. ш. 23.64806° сх. д. |
| Чернаки           | село   | 19                     | 52°11′40″ пн. ш. 23°42′58″ сх. д. / 52.19444° пн. ш. 23.71611° сх. д. |

## Населення
За переписом населення Білорусі 2009 року чисельність населення сільської ради становило 4582 особи.

### Національність
Розподіл населення за рідною національністю за даними перепису 2009 року:
| Національність                | Осіб | Відсоток |
| ----------------------------- | ---- | -------- |
| білоруси                      | 3732 | 81,45 %  |
| росіяни                       | 376  | 8,21 %   |
| українці                      | 306  | 6,68 %   |
| поляки                        | 116  | 2,53 %   |
| вірмени                       | 9    | 0,20 %   |
| молдовани                     | 7    | 0,15 %   |
| татари                        | 5    | 0,11 %   |
| німці                         | 4    | 0,09 %   |
| удмурти                       | 4    | 0,09 %   |
| грузини                       | 3    | 0,07 %   |
| азербайджанці                 | 2    | 0,04 %   |
| литовці                       | 2    | 0,04 %   |
| узбеки                        | 2    | 0,04 %   |
| національність не повідомлена | 2    | 0,04 %   |
| національність не вказана     | 2    | 0,04 %   |
| євреї                         | 1    | 0,02 %   |
| латиші                        | 1    | 0,02 %   |
| чуваші                        | 1    | 0,02 %   |
| болгари                       | 1    | 0,02 %   |
| осетини                       | 1    | 0,02 %   |
| естонці                       | 1    | 0,02 %   |
| фіни                          | 1    | 0,02 %   |
| аварці                        | 1    | 0,02 %   |
| кабардинці                    | 1    | 0,02 %   |
| дві та більше національності  | 1    | 0,02 %   |
| Разом                         | 4582 | 100 %    |